# Hypogastrura tooliki
Hypogastrura tooliki är en urinsektsart som beskrevs av Fjellberg 1985. Hypogastrura tooliki ingår i släktet Hypogastrura och familjen Hypogastruridae. Inga underarter finns listade i Catalogue of Life.